# Cardamine demissa
Cardamine demissa är en korsblommig växtart som beskrevs av José Jéronimo Triana och Jules Émile Planchon. Cardamine demissa ingår i släktet bräsmor, och familjen korsblommiga växter. Inga underarter finns listade i Catalogue of Life.